# María Teresa Antoñanzas Garro
María Teresa Antoñanzas Garro, née le 8 octobre 1979, est une femme politique espagnole membre du Parti populaire (PP).

## Biographie

### Vie privée
Elle est célibataire.

### Activités politiques
Le 20 décembre 2015, elle est élue sénatrice pour La Rioja au Sénat et réélue en 2016. Elle est première secrétaire de la commission générale des communautés autonomes.